# 通设
通设（Tumgan、Turkshad、Turxanthos），6世纪晚期突厥汗国（西突厥）的设（即“总督级亲王”）。爱德华·吉本认为“Tumgan”可能是头衔而非本名。岑仲勉认为东罗马史料里的“Tumgan”就是《隋书》里的“通设”，字诘强。

## 背景
552年，土门可汗建立突厥汗国，其弟室点密任西部叶护。575年室点密死后，达头继位。约575/576年，通设在伏尔加河周边的地带掌权，他可能是达头之弟。

## 与拜占庭帝国的关系
因辖区地理位置特殊，通设负责突厥与拜占庭帝国的外交，相关史料多来自拜占庭使节报告。起初双方曾结盟对抗萨珊波斯与潘诺尼亚的阿瓦尔人，但据拜占庭历史学家梅南德记载，使节瓦伦提诺斯访问通设营地时，通设指责拜占庭与阿瓦尔人签约，称“罗马人有十条舌头”，暗指其背信。他还以多瑙河、第聂伯河等流域威胁拜占庭。此后突厥攻占黑海东北沿岸及克里米亚，拜占庭附庸博斯普鲁斯王国部分领土落入突厥手中 。达头在此地征战后，将控制权交予通设。约半个世纪后，突厥与拜占庭关系缓和，曾协助希拉克略皇帝攻打北高加索。

## 去世
其卒年无明确记载，但已知584年突厥内战期间，他与兄长支持阿波可汗[3]，故去世时间应在584年之后。